# 대화형 데이터 언어
대화형 데이터 언어(Interactive Data Language; IDL)는 데이터 분석용으로 쓰이는 프로그래밍 언어이다. 천문학, 의학 영상 등 과학 분야에서 널리 사용된다.

## 같이 보기
- 수치 분석 소프트웨어 목록
- 화상 전처리 및 분석 설비
- 매트랩
- NumPy
- Scilab